# Kenneth Williams

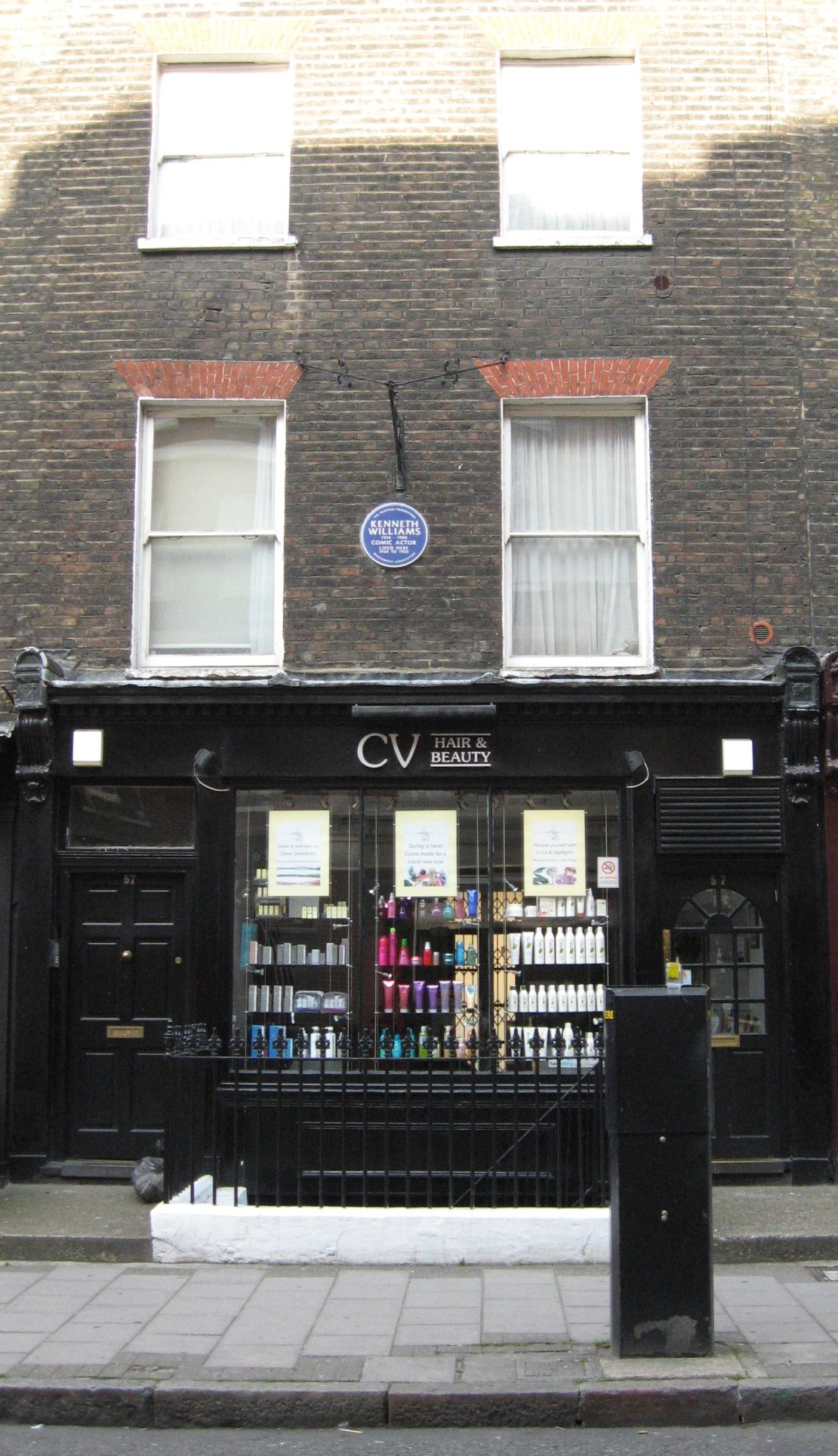
Budynek przy 57 Marchmont Street w Londynie z upamiętniającą Williamsa błękitną tabliczką

Kenneth Williams (ur. 22 lutego 1926 w Londynie, zm. 15 kwietnia 1988 tamże) – brytyjski aktor i komik. Współcześnie pamiętany jest przede wszystkim ze swojej kariery filmowej, zwłaszcza występów w 26 filmach z popularnej serii Cała naprzód, jednak regularnie pracował również w radiu, telewizji i teatrze.

## Pochodzenie i młodość
Pochodził z niezbyt zamożnej rodziny, jego ojciec był fryzjerem w Londynie. Jako nastolatek był zatrudniony na stanowisku szkicownika w pracowni kartograficznej. W 1944 ukończył 18 lat i został niezwłocznie wcielony do armii. Ze względu na swoje doświadczenia zawodowe trafił do oddziału wojsk inżynieryjnych, stacjonującego w Bombaju. Tam szybko dostrzeżono jego zdolności recytatorskie i umiejętność szybkiego uczenia się na pamięć tekstu, dzięki czemu trafił do polowego teatru. Ten epizod skłonił go, aby związać swoje dalsze życie z aktorstwem.

## Teatr, radio i telewizja
W 1948 zaczął występować w teatrze repertuarowym, jednak jego początkowe role, głównie w spektaklach o wymowie dramatycznej, nie były oceniane zbyt wysoko. Wówczas Williams postanowił skupić się na repertuarze komediowym, w którym wypadał dużo lepiej. W 1954 na jednym z przedstawień dostrzegł go producent radiowy Dennis Main Wilson i zaprosił do komediowej audycji Hancock's Half Hour, gdzie grywał głównie dziwaczne postacie o zabawnych głosach. Później grał również w innych popularnych serialach radiowych: Beyond Our Ken oraz Round the Horne.
W tym ostatnim programie wsławił się zwłaszcza cyklem skeczy o Julianie i Sandy'm, dwóch bezrobotnych aktorach. Williams grał Sandy'ego, natomiast w rolę Juliana wcielał się Hugh Paddick. Wyjątkowość tych postaci polegała na ich sugerowanym niemal otwarcie homoseksualizmie, a były to czasy, gdy stosunki homoseksualne wciąż były w Wielkiej Brytanii przestępstwem zagrożonym karą więzienia. Williams i Paddick posługiwali się w tych rolach polari, specyficznym slangiem używanym przez wiele dziesięcioleci przez brytyjską subkulturę gejowską, tym samym przybliżając tę dziwną mowę szerokiej publiczności. Dopiero wiele lat później opinia publiczna dowiedziała się, iż obaj aktorzy sami byli gejami. Od 1968 roku aż do swojej śmierci występował regularnie w audycji Just a Minute (istniejącej zresztą do dziś), w której goście mają za zadanie płynnie i bez powtarzania się mówić bez przerwy przez minutę na zadany przez prowadzącego temat.
Równolegle kontynuował karierę teatralną, grając m.in. w licznych przedstawieniach komediowych i rewiowych na West Endzie, gdzie partnerował takim gwiazdom jak Ingrid Bergman i Maggie Smith. Oprócz tego pojawiał się w licznych programach telewizyjnych. Inaczej niż wielu najpopularniejszych brytyjskich aktorów komediowych tamtych czasów, stosunkowo rzadko grywał w sitcomach. Znacznie lepiej czuł się w lekkich programach w formule widowisk komediowo-muzycznych lub talk shows oraz w telewizyjnych adaptacjach komedii teatralnych.

## Kino
Williams zadebiutował w filmie kinowym w roku 1952, grając mało istotną postać młodego ogrodnika w obrazie Trent's Last Case. Wielkim przełomem w jego karierze był występ w filmie Szeregowcu do dzieła z 1958 roku, który zapoczątkował trwającą 20 lat produkcję filmów z cyklu Cała naprzód. Większość tytułów z tej niskobudżetowej serii była bezlitośnie ganiona przez krytykę za, mówiąc najogólniej, niezbyt wyszukany humor, jednak przyciągały one do kin tłumy. Williams zagrał w 26 spośród 30 filmów serii, co było rekordem wśród aktorów związanych z tym przedsięwzięciem. Zyskał przez to szeroką rozpoznawalność, choć nie przekładało się to na sukces finansowy. Zgadzał się bowiem pracować za stawki nie przekraczające pięciu tysięcy funtów za film, co już wówczas było bardzo niskim wynagrodzeniem za dużą rolę dla znanego aktora.

## Życie prywatne
Prywatne życie Williamsa obfitowało w kontrowersje i pomimo wysiłków licznych biografów i dziennikarzy, do dziś nie wszystkie szczegóły zostały w pełni wyjaśnione. Niejasna jest zwłaszcza jego ewentualna rola w śmierci znienawidzonego ojca, który w 1962 zmarł po zażyciu czterochlorku węgla, znajdującego się w butelce po syropie na kaszel. Choć najczęściej mówi się o samobójstwie, w brytyjskich mediach regularnie pojawiały się i pojawiają spekulacje dotyczące rzekomego morderstwa dokonanego przez Williamsa.
Aktor bardzo strzegł swojej prywatności i starał się nie ujawniać w wywiadach zbyt wielu szczegółów na swój temat. Przez niemal całe życie regularnie prowadził dzienniki, których fragmenty zostały po raz pierwszy opublikowane w 1993 roku. W 2010 ukazała się pierwsza biografia oparta na pełnym prywatnym archiwum Williamsa, w tym dziennikach i listach. Wyłaniający się z tych materiałów obraz aktora znacznie odbiega od jego publicznego wizerunku. Jawi się tam człowiekiem niezwykle krytycznym wobec siebie i innych, ciągle niezadowolonym z własnych ról, do tego samotnym i raczej zgorzkniałym. Nie ulega też wątpliwości, iż był gejem, choć nie miał stałego partnera, a przez ostatnie 20 lat życia w ogóle nie był w żadnym związku. Wiadomo też, iż zaproponował fikcyjne małżeństwo aktorce i zarazem swojej przyjaciółce Joan Sims, której przedłużające się staropanieństwo również rodziło plotki. Sims odrzuciła jednak jego propozycję. Mieszkał sam, choć zawsze dbał o to, aby blisko niego mieszkała jego matka.
15 kwietnia 1988 ciało Williamsa zostało znalezione w jego mieszkaniu w Londynie. Śledztwo wykazało, iż śmierć została spowodowana przez przedawkowanie barbituranów, przy czym nie udało się jednoznacznie orzec, czy Williams popełnił w ten sposób samobójstwo, czy też była to tragiczna pomyłka przy zażywaniu leków uspokajających i przeciwbólowych. Kwestia ta do dziś jest przedmiotem sporu jego biografów. Zwłoki zostały poddane kremacji, a prochy rozsypane na specjalnym polu obok krematorium w Londynie.

## Wpływy i upamiętnienie
Biografia Williamsa, zwłaszcza jego dzienniki, stały się inspiracją dla licznych fabularyzowanych inscenizacji, m.in. sztuki teatralnej i trzech filmów telewizyjnych. W najnowszym spośród nich wcielił się w niego Michael Sheen. W Londynie upamiętniają go dwie tablice. Pierwsza została odsłonięta w 2009 roku na elewacji budynku, w którym mieszkał w latach 1935-56 i traktował go jak swój dom rodzinny. Druga znalazła się wewnątrz teatru New Diorama, który został wzniesiony na miejscu zburzonego budynku, w którym Williams mieszkał przez ostatnie 16 lat życia i tam też zmarł.